# Delattre-Levivier
Les noms de marque ou de société Delattre-Levivier, Delattre-Levivier France (DLF) ou Compagnie financière Delattre-Levivier, ou encore Delattre-Levivier Maroc désignent (selon les époques) plusieurs sociétés ou filiales différentes. 

Leur origine commune est un groupe industriel, du domaine de l'industrie lourde, et plus précisément de la métallurgie qui a été fondé au début du XXe siècle dans et autour des bassins miniers du Nord et de l'Est de la France, en France et en Allemagne (quand la Moselle était allemande).

## Histoire du groupe

### Avant la1reguerremondiale

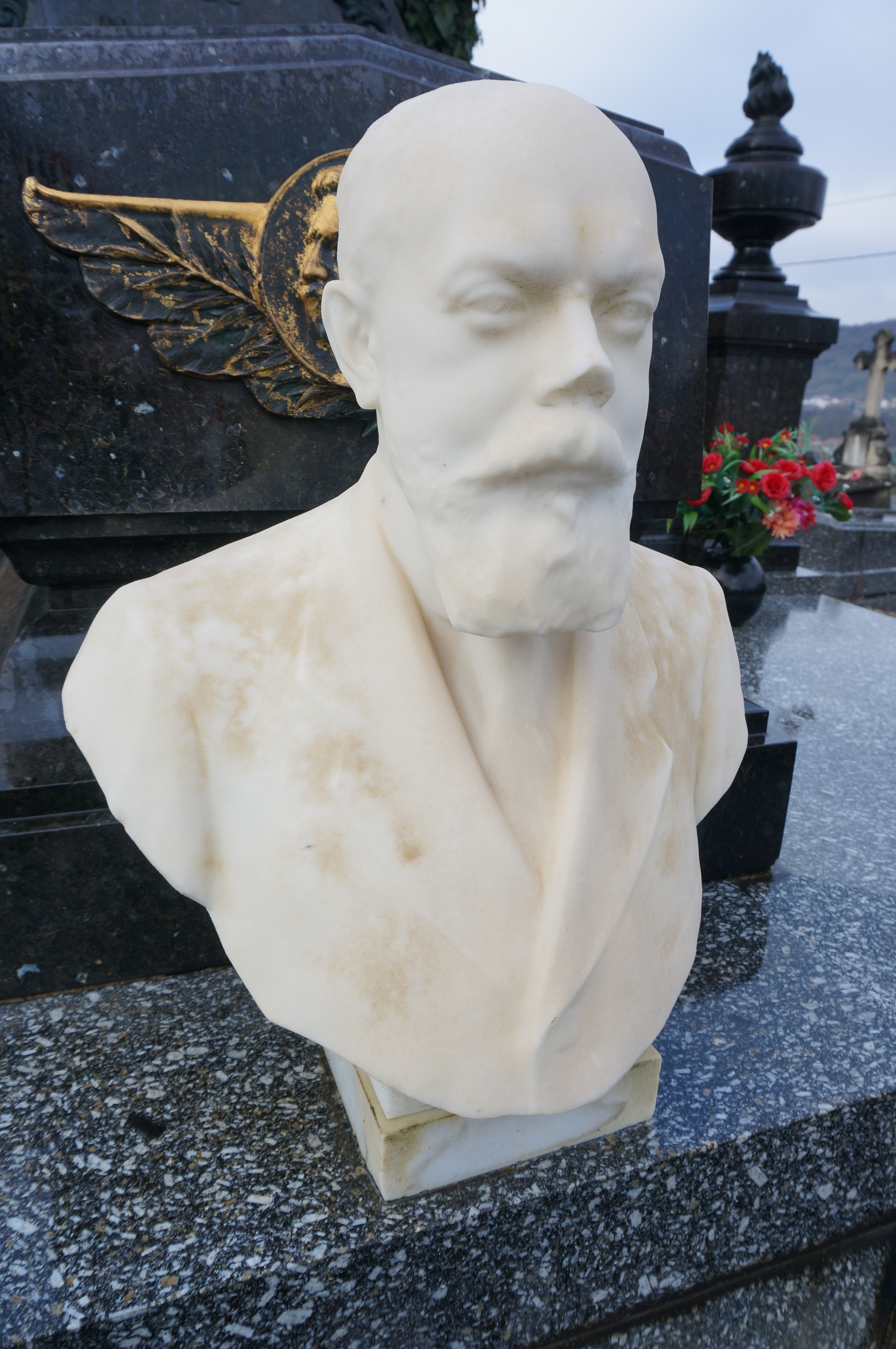
Jules Munier.

- Janvier 1911: À Nancy, trois grands industriels (métallurgistes) se réunissent (avec quelques autres investisseurs de moindre importance) pour créer la « Société anonyme pour la fabrication de cylindres de laminoirs » [1].

Ces trois industriels sont  :
- le groupe Hauts-fourneaux du Nord (Établissements Delattre à Ferrière-la-Grande dans le Nord) ;
- la société Jules Munier Cie, créée en 1909 à partir des Ateliers de construction mécanique fondés par Christophe Munier en 1901 en Lorraine à Frouard[2] ;
- la Lothringer Walzengiesserei Actiengesellschaft installée en Allemagne à Busendorf (aujourd'hui devenu Bouzonville dans le département de la Moselle)

La nouvelle société produira d'abord des cylindres moulés qu'elle vendra aux entreprises pour le laminage. Elle sera dirigée par Jules-jean Puech (1873-1932) auparavant directeur des fonderies Senelle-Maubeuge à Maubeuge. 
- 1912 : Jules Puech construit à Frouard de grands ateliers entourés de logements ouvriers. 
Dans un premier temps, les ouvriers y usinent des cylindres de laminoirs (livrés bruts par l'usine allemande de Bouzonville, toute proche). 
Dans un second temps, ces ouvriers fabriqueront entièrement ces cylindres à partir de fonte spéciale également achetée aux usines allemandes voisines, jusqu'à la Première Guerre mondiale éclate.

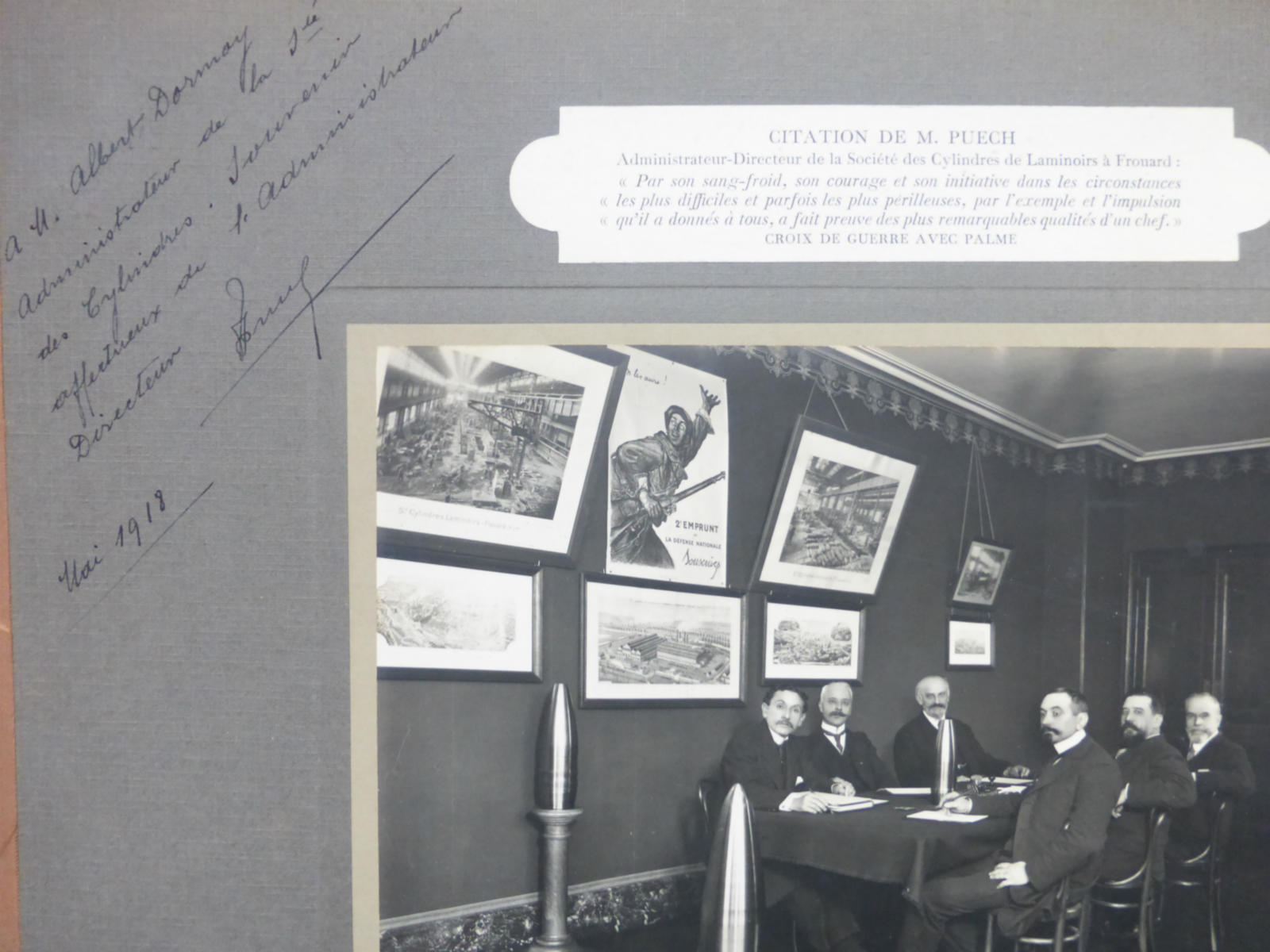
Conseil d'administration de la SACLA 1918

### La« Grande Guerre »
Les usines du jeune groupe sont classées « établissements travaillant pour la Défense Nationale » , ce qui lui permet de profiter du conflit en conservant ses ouvriers (qui ne seront pas mobilisés pour le front) et en s'enrichissant notablement en produisant des millions d'obus de gros calibres (tout comme ses anciens associés allemands). À titre d'exemple, au seul mois de février 1917 l'usine, qui emploie plus de 600 personnes a vendu à l'armée française 60 000 obus de 120 et 36 000 obus de 155, mais les bombardements de cette même année perturberont la production et la bloquera en 1918 (par manque de fonte), conduisant au licenciement de 617 personnes.
Avant même la fin de la guerre, la société achète une fonderie à Dammarie-lès-Lys près de Melun pour y délocaliser sa fabrication d'obus afin de pouvoir reprendre à Frouard son ancien métier, la fabrication de hauts fourneaux, d'aciéries, de laminoirs alors qu'après les destructions de guerre ou les sabotages perpétrés par l'armée allemande en retraite, pratiquement toutes les usines du bassin minier et du nord de la France sont à reconstruire, et alors qu'il faudrait moderniser les autres. 
La société qui grandit rapidement est renommée « Société anonyme pour la construction de cylindres, laminoirs et aciéries » ; 
Finalement l'usine de Dammarie devient  une usine sucrière, car il fallait en cette période de reconstruction répondre aux besoins urgents d'usines de transformation de la betterave à sucre (Parmi les séquelles de guerre, figure en bonne place la destruction de nombreuses usines de la Somme et du Nord-Pas-de-Calais, qui étaient aussi les premières régions productrices de betteraves).
Les bureaux du groupe déménagent à Paris alors que son siège social reste à Frouard où l'on rachète l'ex-usine allemande de Bouzonville, devenue française.

### Entre deux-guerres
Fin 1919, le groupe rachète aussi :
- les usines Frantz-Meguin à Dilling, déjà exploitée par une de ses filiales,
- les usines de mécanique et chaudronnerie des Établissements Delattre de Ferrière-la-Grande, qui constituaient avec les fonderies de Sougland une unité dite « division des usines du Nord »).

L'entreprise est alors renommée « Établissements Delattre et Frouard réunis » et son siège est installé à Paris (Rue de la Bienfaisance). Mais face au manque de fonte de bonne qualité, et affaiblie par la concurrence de systèmes de charpentes métalliques allégés (moins chers et plus faciles et rapides à monter), et parce que les sucreries attendent le règlement des dommages de guerre pour régler leurs dettes, l'usine de Dammarie connait des difficultés.
Le groupe cherche alors à vendre en Turquie, Grèce, Égypte et au Maroc (où il signe un accord avec les sucreries Béghin). 
Ces projets échouent pour la plupart. 
En 1929, le groupe dispose de huit grandes usines dans le nord et l'est de la France. L'usine de Dammarie est reconvertie pour la métallurgie et vend quelques raffineries de pétrole et de grands réservoirs en acier. Ce nouveau savoir-faire en matière de cuves de stockage de pétrole lui sert ensuite à produire des silos à blé et à fourrage. Cette époque correspond aux débuts de l'ensilage industriel de la luzerne, mais ces activités végètent à cause de la concurrence émergente des silos légers ou des gros silos de ciment armé.
L'entreprise réduit les salaires et le nombre de ses employés. Elle vit de longues grèves en 1936 et ce jusqu'aux accords Matignon. 
En 1937, dans un contexte de crise mondiale, les difficultés persistent, les actions du groupe perdent de leur valeur.

### Seconde Guerre mondiale
Le nouveau conflit dope brutalement et à nouveau le secteur de la métallurgie, relançant la production d'obus et de matériel de guerre. L'usine de Sougland sous la direction de Firmin Mairesse se met à produire des poêles de troupe et de tranchées. 
- Les usines de Bouzonville et de Ferrière  sont évacuées ;
- 1940 : Sougland est pillée par l'armée allemande.
- 1941 : Dammarie ne redémarre que lentement (profitant des commandes induites par les réfections de ponts). Sougland relance ses fours à carboniser pour produire localement le charbon de bois. nécessaire à l'industrie
- 1944 : Bouzonville est détruit.

### Second après-guerre
- Le groupe révise sa stratégie commerciale et financière.  Il conserve une société-mère, financière rentière et spéculative nommée "« Compagnie financière Delattre-Levivier »" et il divise ses activités industrielles en filiales (ex. : Filiale G.T. Hydraulique - Groupe Delattre Levivier SAS[3].
- Les Établissements Delattre et Frouard s'associent à la « Société de construction mécanique Chavanne-Brun » pour rénover leur outil de production à Ferrière, qui délocalise la fabrication de cylindres de laminoirs à l'usine de Ruelle à Blanc-Misseron-Nord (à Crespin et Quiévrechain) où la société de construction mécanique Chavanne-Brun a déjà des intérêts financiers et fonciers. Après un ralentissement dû à la seconde guerre mondiale, l’usine de Frouard se modernise et exporte (notamment un haut fourneau d'une capacité de 500 tonnes dessiné en France et expédié et monté à Paz del Rio Chambotte, en Colombie (en 1951-1952);
- 1958 : les Établissements Delattre et Frouard rachètent des parts dans "La société Le matériel de câblerie" qui est en difficulté (endettée après avoir été imposée en 1945 pour avoir travaillé pour l'Allemagne durant la guerre). 
Les Ets Delattre et Frouard installent des machines à fabriquer du Matériel de câblerie dans leur usine de Dammarie-les-Lys (Seine-et-Marne), mais ce matériel arrive trop tard sur le marché, déjà servi par la concurrence, et trouve peu d'acheteurs. En 1958, le groupe acquiert par fusion les « établissements Levivier » de Valenciennes (chaudronnerie lourde), dont l'usine devient l'usine Delattre Levivier (qui ne résistera pas aux délocalisations et restructurations de la crise de la sidérurgie.
- 1961 : La société Levivier crée une société anonyme SDEMA SA (Société d'études et de montage pour l'Afrique) pour répondre aux commandes américaines de premières cuves de stockage pétrolier au Maroc. La SDEMA déménagera dans la capitale du Maroc en 1966[4] ;
- 1963 : Les 3 sociétés Levivier, Delattre et Frouar fusionnent, formant un nouveau groupe dit « Delattre Levivier France » (DLF) ;
- 1965 : l'usine de Dammarie est fermée par DLF, et son  fonds de commerce (clientèle, dénomination, nom de marque, brevets, licences et archives techniques) est vendu à la Société Chevallier S.A (de Verneuil-sur-Avre dans l'Eure) qui crée une nouvelle société, mais conservant cependant le nom  "Le Matériel de câblerie" 
Le groupe DLF se rapproche (par achat de parts) de la "Société immobilière 107 Mission Marchand" (Courbevoie) disposant de 8 180 m2 de foncier et bâti à Courbevoie (Hauts-de-Seine), incluant des bâtiments acquis et loués par L'Établissement public pour l'aménagement du rond-point de la Défense (EPAD) [5], après lui avoir acheté un nombre important de parts. DLF transfère son siège social et ses bureaux à Courbevoie, où avec certaines de ses filiales il occupe progressivement tout l'ensemble (Bureaux et logements loués au personnel) alors que les autres locataires (Sté Colgate-Palmolive, Sté Massiot-Philips…) quittent l'immeuble en 1964 et 1965.
- De 1954 à 1963 : Les « Établissements Delattre et Frouard réunis », avec d'autres constructeurs achètent des parts de diverses sociétés pour exploiter de nouveaux brevets dont le « procédé Konigen » de nickelage des métaux (alternative au traitement électrolytique), de la « Général american transportation corporation » développé en Europe par la « Société européenne de revêtement chimique » (SEUREC) avec la « Société Cail » pour produire moins cher des métaux traités destinés à des compagnies pétrolière et chimique [1] ;
- 1963 Un traité d' apport-fusion est signé avec les « Établissements Levivier » qui se transforment en « Établissements Delattre-Levivier » [1],
- 1965 L'activité industrielle est rachetée par la « Société de construction mécanique Chavanne-Brun », et par la « Société industrielle Delattre-Levivier » ;
- 1966 La société-mère « Société financière Delattre-Levivier » acquiert par apports-fusions la société Matériel de câblerie (originellement créée le 30 novembre 1921)[6] et de la Société immobilière 107 Mission Marchand[7]
- 1966 : La "compagnie financière Delattre-Levivier" fusionne avec "le Matériel de câblerie" et avec la  "Société immobilière 107 Mission Marchand" (après lui avoir acheté un nombre important de parts) [8].
- 1970 : La Société financière Delattre-Levivier a comme actionnaire principal la SFAC (Société des Forges et Ateliers du Creusot) [9] qui la dissout après apport-fusion de son actif à Creusot-Loire [10].
- 1979, le groupe souffre de la crise de la sidérurgie (L'usine de Frouard est passé de 428 employés en 1976 à 320 en 1979).
- 1981 : La société « Chavanne Delattre » (filiale de 212 salariés de Delattre Levivier) est vendue au groupe Usinor[2].
- 1982 : En dépit des tentatives de sauvetage faite par les ouvriers soutenus par les élus locaux, l'usine de Frouard, en faillite, est fermée, laissant une friche industrielle et un sol pollué[11], comme à Valenciennes[11], Roubaix[11], Saint-Amand-les-Eaux (site en activité, produisant des tuyauteries industrielles, appareils chaudronnés et mécano-soudés, sur 46,643 m2 pollués par chrome, cuivre, plomb[12]).

## Delattre Levivier Maroc, "DLM"
- 1961 : Le groupe « Delattre Levivier France » (DLF) crée une filiale ; la société anonyme SDEMA SA (« Société d'études et de montage pour l'Afrique ») pour coconstruire premiers dépôts pétroliers américains au Maroc. Le siège social de la SDEMA déménage à Casablanca en 1966[4]
- 1970 : Avec environ 200 employés environ, l'entreprise cible la « chaudronnerie lourde ».
- 1965 : la maison-mère (DLF) passe sous le contrôle du Groupe Empain-Schneider (Creusot-Loire)
- 1990 : DLF quitte le capital de DLM (à la suite de la faillite de Creusot-Loire, son premier actionnaire).
- 2002 : Eric Cecconello entre dans le capital de DLM en 2002. Il devient directeur général.
- 2008 : L'entreprise entre à la Bourse de Casablanca, se présente [13],[14] comme leader en industrie lourde métallurgique, chaudronnerie et tuyauterie (acier, inox) et travaillant pour les domaines des Mines, de la Chimie (secteur développé dans les années 1975-1980 avec construction de l'usine de Maroc Chimie à Safi puis de Maroc Phosphore à Safi et Jorf Lasfar), carbochimie, Pétrole et Gaz, Infrastructures, Cimenteries (depuis les années 1970 avec la cimenterie de Meknès et de Bouskoura et agrandissement de celle de Marrakech) et de l'énergie (énergie éolienne, pétrole). 
Elle cible 3 grands marchés :
  - Mâts en acier pour éoliennes (usine de Tit Mellil ouverte en 2008, équipement des parcs éoliens de Koudia Al Baida sur le détroit de Gibraltar, d'Essaouira et de Tanger) ;
  - Offshore pétrolier (émergé et immergé) avec par exemple le groupe Congorep (filiale de Perenco)  [13] ;
  - Export, surtout vers le continent africain (Burkina Faso et Congo[Lequel ?] et Sénégal), avec par ex. la cimenterie de Kirème au Sénégal pour "Les Ciments du Sahel" , mais aussi au Pakistan (usine d'engrais)
- L'entreprise a été certifiée ISO 9001 (v. 2000) par BVQI en 2004.
- Elle crée des filiales, dont 
  - « Métal Assistance » (construction métallique légère) créée en 1998, et
  - « Delattre Générale de Mécanique » créé en 2000.
- En décembre 2019, la société est placée en procédure de sauvegarde judiciaire qui se solde par un échec. En janvier 2023, la société est finalement mise en liquidation judiciaire[15].